# Burrows Cyclecar Company
Burrows Cyclecar Company war ein US-amerikanischer Hersteller von Automobilen.

## Unternehmensgeschichte
Watson und Robert P. Burrows gründeten 1914 das Unternehmen in Ripley im US-Bundesstaat New York. Sie stellten bis 1915 Automobile her. Der Markenname lautete Burrows.

## Fahrzeuge
Im Angebot standen zwei Modelle. Sie werden als Cyclecar bezeichnet, obwohl sie die Kriterien nicht erfüllen. Der Zweizylindermotor kam von Mack und war luftgekühlt. Er hatte 85,7 mm Bohrung, 99,2 mm Hub, 1145 cm³ Hubraum und 9 PS Leistung. Er trieb über ein Friktionsgetriebe und Riemen die Hinterachse an. Der Radstand war mit 269 cm auffallend lang. Das Leergewicht war mit 325 kg angegeben.
Das Modell von 1914 hatte zwei Sitze hintereinander. 1915 folgte das Model M als Roadster mit zwei Sitzen nebeneinander.